# Микроинвест
Микроинвест е българска софтуерна компания, разработваща главно финансово-счетоводни продукти, ориентирани към средни и малки предприятия.
Микроинвест е основана през 1995 г., но се определя сама като приемник на създаденото през 1984 г. държавно предприятие ППП „Микроинвест“.[ неясно? ]
В края на 90-те стартира разработката на редица програмни продукти, във и извън сферата на счетоводния софтуер. Микроинвест разработва системи на мобилните и пейджинг оператори, продукти за обработка на специфични бази от данни, тренажори за обучение на персонала в топлоелектрическите централи и други.
През 1997 година Микроинвест, със своя продукт „Офис Пакет“, става носител на златен медал на Есенния Международен технически панаир Пловдив за най-добра българска интелектуална разработка. През 2000 година фирмата завоюва отново златен медал на Пролетния пловдивски панаир с пакет обучаващи програми. Трети златен медал е връчен през 2001 година за продукта „Офис във Вашата длан“, базиран на мобилни устройства с PalmOS. Последният златен медал на компанията е от 2009 година за разработката на Cyber cafe – система, оптимизираща работата на ресторанти, пицарии и заведения за хранене.